# Castle River (Oldman River)
Der Castle River ist ein 96 km langer rechter Nebenfluss des Oldman River im Südwesten der kanadischen Provinz Alberta.

## Flusslauf
Der Castle River entspringt in den Kanadischen Rocky Mountains. Er hat seinen Ursprung in einem 1770 m hoch gelegenen Bergsee, 4 km östlich von Font Mountain gelegen. Der Castle River fließt in überwiegend nördlicher Richtung durch das Gebirge. Dabei durchquert er und seine Nebenflüsse den Castle Wildland Provincial Park sowie den Castle Provincial Park. Nach 54 km mündet der West Castle River von links kommend in den Fluss. Dieser verlässt nun das Gebirge, wendet sich allmählich nach Osten und schlängelt sich durch das Vorland der Rocky Mountains. Weitere größere Nebenflüsse sind Carbondale River von links sowie Beaver Mines Creek und Mill Creek von rechts. Auf den letzten 18 km wendet sich der Castle River in Richtung Nordnordost, bevor er in den Oldman River mündet. Die Mündung liegt 12 km nordnordwestlich der Kleinstadt Pincher Creek. Seit der Fertigstellung des Oldman River Dam im Jahr 1991 wird der Oldman River sowie mehrere Zuflüsse wie der Castle River auf mehreren Kilometern aufgestaut. Es werden dabei abhängig von der Stauhöhe bis zu 12 km des Unterlaufs des Castle River überflutet. Etwa 7 km oberhalb der Mündung überquert der Alberta Highway 3 (Crowsnest Highway) den Fluss.

## Hydrologie
Das Einzugsgebiet des Castle River umfasst 1120 km². Der mittlere Abfluss beträgt am Pegel 26 km oberhalb der Mündung nahe Beaver Mines 15,7 m³/s. Die höchsten mittleren monatlichen Abflüsse treten im Mai und im Juni mit 54,4 und 60 m³/s auf.